# Datu Abdullah Sangki
Datu Abdullah Sangki é um município de  - na província Maguindanao do Sul, nas Filipinas. De acordo com o censo de 1 de maio  de  2020 possui uma população de 30 117 pessoas e 4 958 domicílios.